# Notre-Dame de Genève

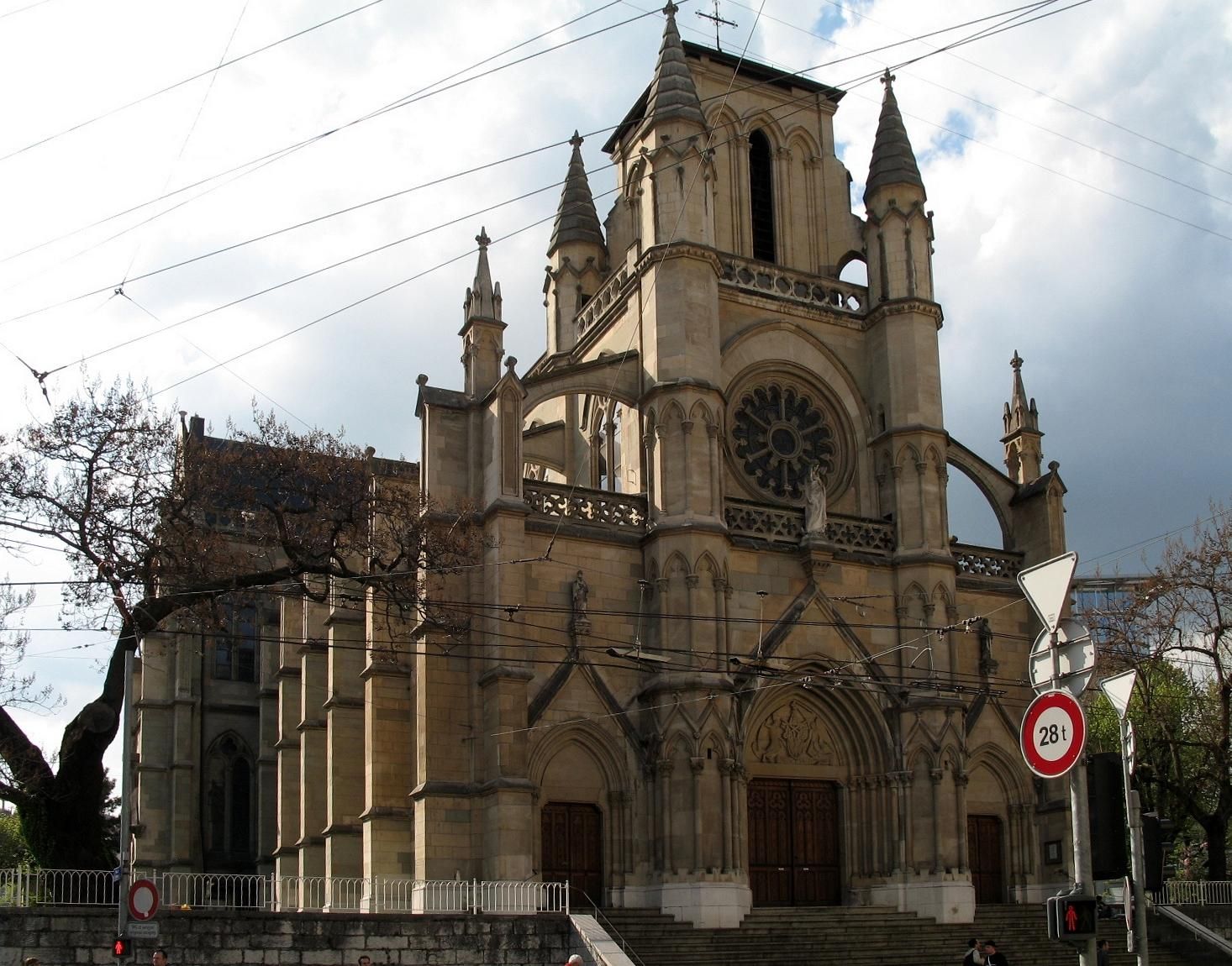
Notre-Dame de Genève, Portalfront

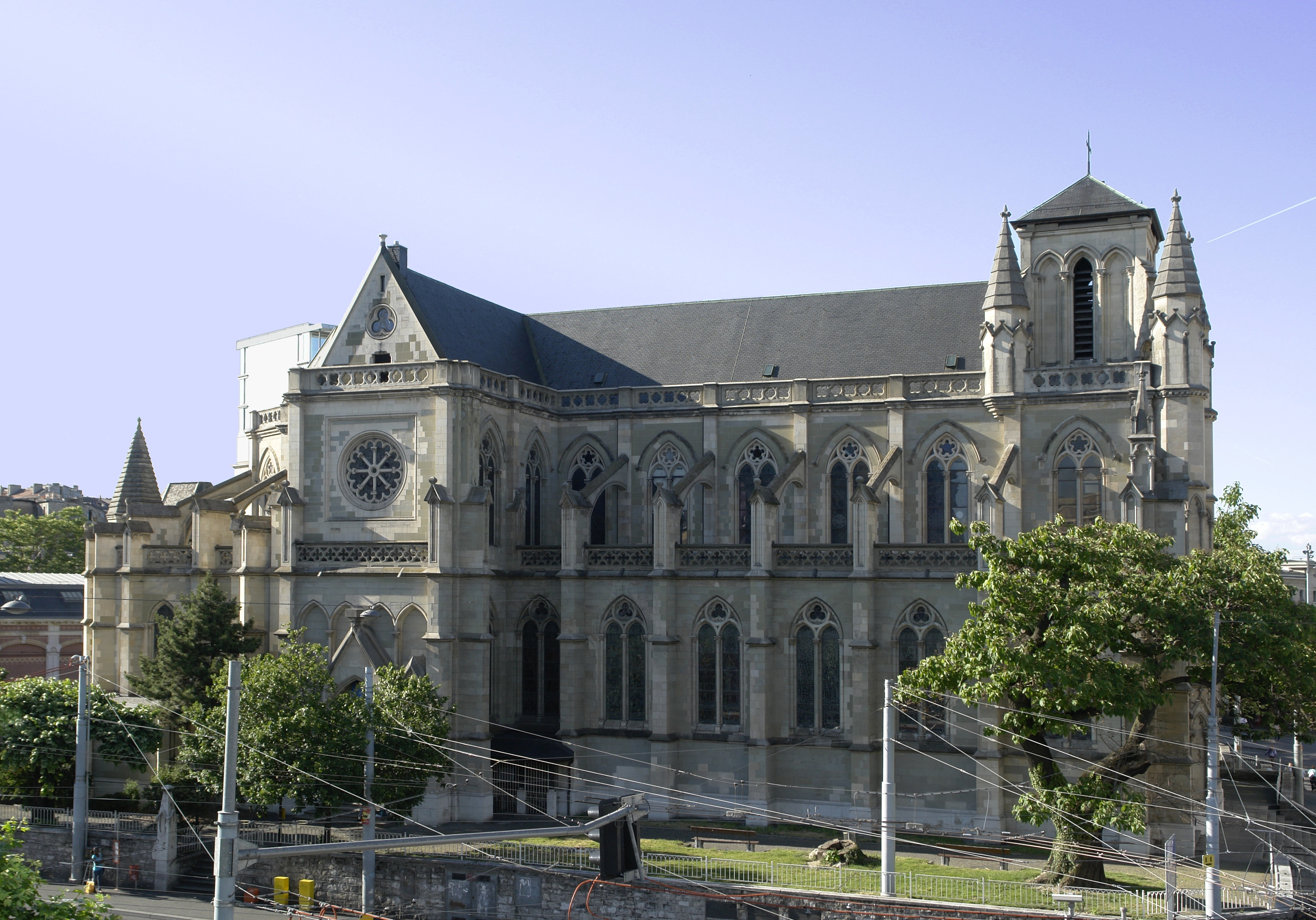
Seitenansicht

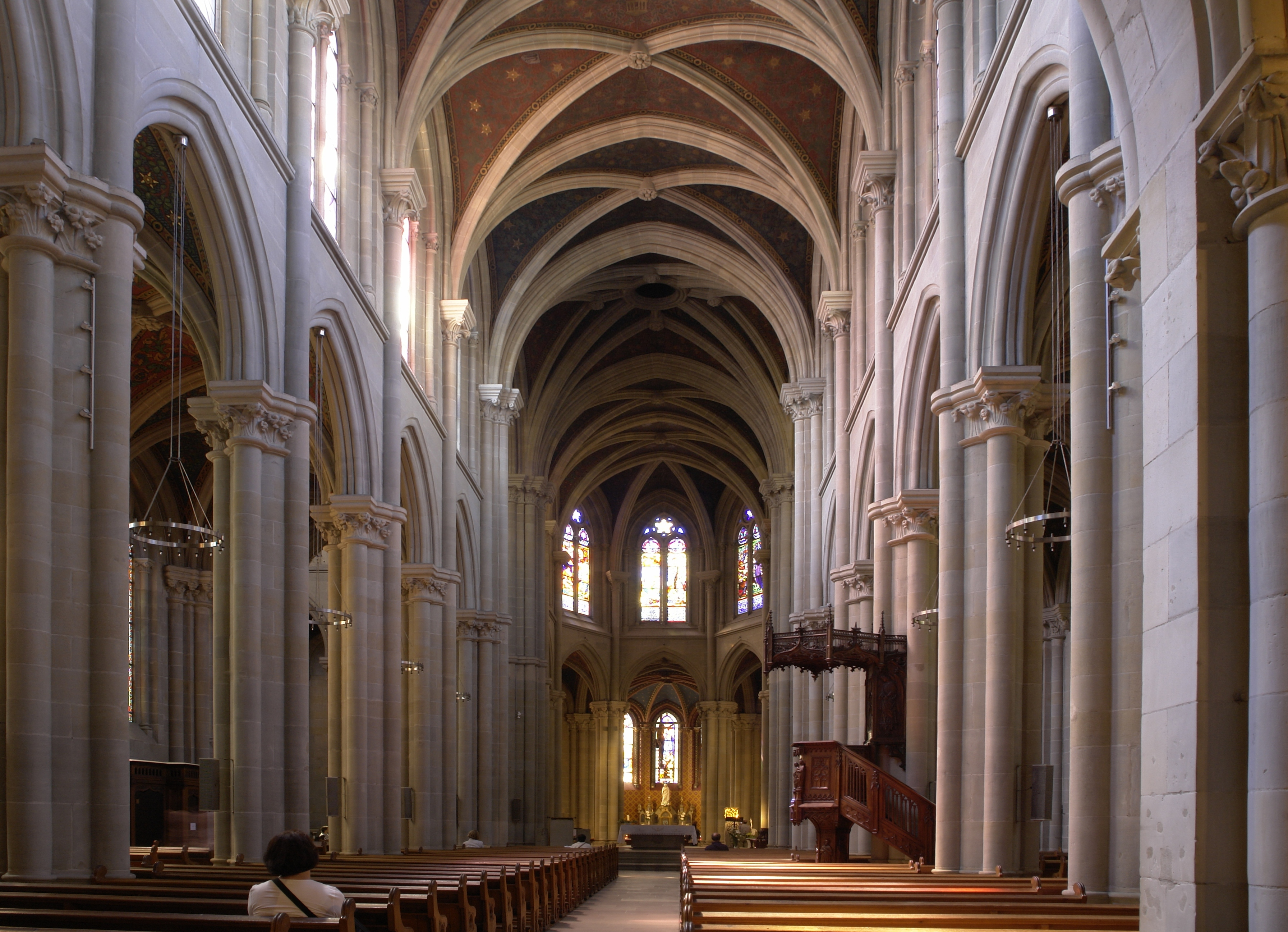
Innenraum

Notre-Dame de Genève (Unsere Liebe Frau von Genf; vollständig Notre-Dame de l’Immaculée Conception, Unsere Liebe Frau von der Unbefleckten Empfängnis) ist die römisch-katholische Hauptkirche der Schweizer Stadt Genf im gleichnamigen Kanton. Sie war die zweite nachreformatorische katholische Kirche der Stadt und der erste Neubau. Die heute zum Bistum Lausanne, Genf und Freiburg gehörende Pfarrkirche wurde 1954 von Papst Pius XII. zur Basilica minor erhoben.

## Geschichte und Bauwerk
Im Zuge der Genfer Reformation wurden nach 1535 sämtliche Kirchen der Stadt calvinisch; die öffentliche Ausübung jeder anderen Glaubensrichtung wurde verboten. Erst das Konkordat von 1801 zwischen Pius VII. und Napoleon verpflichtete die Kantonsregierung, eine römisch-katholische Kirche in der Stadt zuzulassen. 1803 wurde den Katholiken die aus dem 13. Jahrhundert stammende Kirche Saint-Germain überlassen.
Um die Mitte des 19. Jahrhunderts war die katholische Gemeinde auf gut 10.000 Mitglieder angewachsen. Ihr wurde ein Teil der geschleiften Stadtbefestigung für einen Kirchenneubau überlassen. Der wichtigste Förderer des Baus von Notre-Dame war ihr erster Rektor, der spätere Kardinal Gaspard Mermillod.
Der französische Architekt Alexandre Grigny schuf die Pläne für eine repräsentative dreischiffige neugotische Basilika auf Kreuzgrundriss nach den Vorbildern der Kathedralen von Beauvais und Amiens. 1852 wurde der Grundstein gelegt. In den folgenden Jahren wurden in ganz Europa Spenden für das Bauprojekt gesammelt. Am 4. Oktober 1857 konnte in der noch unvollendeten Kirche die erste heilige Messe gefeiert werden. Die Weihe erfolgte am 8. September 1859. Der Portalturm im Osten wurde nur bis zum dritten Stockwerk, knapp über Firsthöhe, ausgeführt.
Im Dezember 1859 schenkte Papst Pius IX., der am Bau regen Anteil genommen hatte, der neuen Kirche eine weisse Marienstatue, die er selbst 1854 anlässlich der Verkündung des Dogmas von der „ohne Erbsünde empfangenen Jungfrau und Gottesmutter Maria“ von römischen Künstlern geschenkt bekommen hatte. Im Fuss der Statue ist als Name des Urhebers Forzani eingraviert, wahrscheinlich ein Schüler Pietro Teneranis. Die vom Papst gesegnete Skulptur wurde am 5. Februar 1860 feierlich in der Marienkapelle der Basilika aufgestellt, verbunden mit einer Weihe des Kantons Genf an die heilige Jungfrau. Heute steht sie im Scheitel der Hauptapsis.
Im Verlauf des Schweizer Kulturkampfs nach dem Ersten Vatikanischen Konzil wurde Notre-Dame 1875 enteignet und der neu gegründeten Christkatholischen Kirche übergeben. 1912 wurde sie der römisch-katholischen Gemeinde gegen Zahlung von 200.000 Franken zurückgegeben.
Die letzte Aussen- und Innenrenovierung der Kirche erfolgte von 1978 bis 1986.

## Ausstattung

### Fenster
Von der reichen neugotischen Ausstattung sind besonders die figurenreichen grossen Bleiglasfenster bemerkenswert. Die ersten gestaltete Claudius Lavergne zwischen 1857 und 1875. Weitere entstanden nach 1912, als die Kirche wieder an die römisch-katholische Gemeinde zurückkam. Daran waren die Künstler Alexandre Cingria, Maurice Denis, Charles Brunner, Gherri Moro, Théodore Strawinsky, Paul Monnier und Jean-Claude Morend beteiligt.

### Orgel
Die Orgel wurde 1992 von der Orgelbaufirma Manufacture d’orgues St.-Martin erbaut. Das Schleifladen-Instrument hat 41 Register auf drei Manualen und Pedal. Die Spiel- und Registertrakturen sind mechanisch.
| I Positif de Dos C–g3 |         |
| Salicional            | 08′     |
| Bourdon               | 08′     |
| Prestant              | 04′     |
| Flûte à cheminée 0    | 04′     |
| Nasard                | 02 ⁄3′  |
| Quarte                | 02′     |
| Tierce                | 01 3⁄5′ |
| Larigot               | 01 ⁄3′  |
| Cymbale IV            | 01′     |
| Cromorne              | 08′     |
| Tremblant             |         |

| II Grand Orgue C–g3 |        |
| Bourdon             | 16′    |
| Montre              | 08′    |
| Flûte harmonique 0  | 08′    |
| Flûte à cheminée    | 08′    |
| Prestant            | 04′    |
| Quinte              | 02 ⁄3′ |
| Doublette           | 02′    |
| Fourniture IV       | 01 ⁄3′ |
| Cymbale III         | 01⁄2′  |
| Cornet V            | 08′    |
| Trompette           | 08′    |
| Clairon             | 04′    |

| III Récit expressif C–g3 |     |
| Gambe                    | 08′ |
| Voix céleste             | 08′ |
| Flûte                    | 08′ |
| Flûte octaviante 0       | 04′ |
| Octavin                  | 02′ |
| Plein-Jeu III-IV         | 01′ |
| Basson                   | 16′ |
| Trompette                | 08′ |
| Basson-Hautbois          | 08′ |
| Voix humaine             | 08′ |
| Tremblant                |     |

| Pédalier C–g1 |         |
| Flûte         | 16′     |
| Soubasse      | 16′     |
| Quinte        | 10 2⁄3′ |
| Flûte         | 08′     |
| Violoncelle 0 | 08′     |
| Flûte         | 04′     |
| Bombarde      | 16′     |
| Trompette     | 08′     |
| Clairon       | 04′     |

### Glocke
Der Kirche Notre-Dame steht nur eine Glocke zur Verfügung: Ihr Name ist Marie Augustine, sie wurde von Jean-Claude Burdin im Jahr 1861 gegossen. Bei einem Durchmesser von 1335 mm wiegt sie 1500 kg, ihr Schlagton ist d′. Sie läutet täglich zum Angelusgebet um 12 und 18 Uhr und sonntags zehn Minuten vor der heiligen Messe um 10 Uhr.